# 河合洋
河合 洋（かわい ひろし、1934年10月25日 - 2005年2月23日）は、精神科医。

## 人物
東京品川生まれ。1959年慶應義塾大学医学部卒、1965年「境界例の力動精神病理学的研究 主として精神療法的観察から」で慶大医学博士。国立小児病院勤務、1969年同精神科医長。かわいクリニック・発達医学研究所所長。NHKラジオ「子供電話相談室」担当。
当時引きこもりは登校拒否と呼ばれ、入院治療が行われていた。その際は、投薬、身体拘束（ベットに縛り付けられること）が行われていた。それに対し、不登校という概念を打ち出し、不登校は病気ではないとの運動を行う。当時、不登校の概念は画期的であり、その後の医療に大きな変化をもたらした。同じ考えを持って行動していた人間に、森下一がいる。河合は非常にユニークな人間であり、診察のスタイルは診療というよりは、人生相談のようであった。慶応義塾大学の同期には、『どくとるマンボウ航海記』を書いた北杜夫がいる。河合洋の言葉を借りると、「診察に出ずになんだか医局の奥でゴソゴソ書いていたらそれが賞を取った」とのことである。お酒と煙草が大好きで診察が終わると、恵比寿でよく飲んでいた。

## 著書
- 『子どもストレス時代 その問題行動-登校拒否・拒食症・神経症』グロビュー社・グリーンヘルスブックス 1983
- 『どくとる女人解剖学』批評社 1984
- 『SOSいま子どもが危ない! 児童精神科医が告発する 緊急レポート』広済堂出版 1985
- 『学校に背を向ける子ども なにが登校拒否を生みだすのか』日本放送出版協会・NHKブックス 1986
- 『育児と仕事のバランスシート』フレーベル館　ワーキングマザーシリーズ 1989
- 『子どもの心と教育相談 乳幼児期から青年期まで』日本放送出版協会 1989
- 『おかあさん子どものSOS信号がわかりますか チックから登校拒否まで』PHP研究所 1992

### 共編著
- 『へんな子・変わった子 子どもの見方・考え方』なだいなだ共編著 チャイルド本社 1984
- 『働きながら子育てするお母さんの本』越膳百々子共著 読売新聞社 1989
- 『不登校児の新しい生活空間』編 日本評論社 1991
- 『いじめ <子どもの不幸>という時代』編 批評社 メンタルヘルス・ライブラリー 1999
- 『子どもの精神障害』山登敬之共編 日本評論社・こころの科学セレクション 2002

### 翻訳
- T.S.サズ『精神医学の神話』野口昌也・畑俊治・高瀬守一朗ほか共訳 岩崎学術出版社 1975

## 参考
- 『現代日本人名録』2002年
- 追悼 河合洋先生 洋さん、せめて、いま、昔話をさせてください」野口昌也 精神医療 2005